# Trefacio (kommunhuvudort)
Trefacio är en kommunhuvudort i Spanien.   Den ligger i provinsen Provincia de Zamora och regionen Kastilien och Leon, i den nordvästra delen av landet, 300 km nordväst om huvudstaden Madrid. Trefacio ligger 975 meter över havet och antalet invånare är 251.
Terrängen runt Trefacio är huvudsakligen kuperad, men söderut är den platt. Runt Trefacio är det glesbefolkat, med 11 invånare per kvadratkilometer. Närmaste större samhälle är Galende, 2,0 km söder om Trefacio. Omgivningarna runt Trefacio är en mosaik av jordbruksmark och naturlig växtlighet.